# Estructura química

Estructura de la molécula de ácido nítrico; pueden verse los ángulos y enlaces.

La estructura química de una sustancia aporta información sobre el modo en que se enlazan los diferentes átomos o iones que forman una molécula, o agregado atómico. Incluye la geometría molecular, la configuración electrónica y, en su caso, la estructura cristalina. 
La geometría molecular se refiere al orden espacial de los átomos en una molécula (incluyendo distancias de enlace y ángulos de enlace) y los enlaces químicos que mantienen unidos a los átomos. La geometría molecular debe explicar la forma de las moléculas más simples como las de oxígeno o nitrógeno diatómicos, hasta las más complejas, como una molécula de proteína o de ADN. Con este término también podemos referirnos a estructuras donde no existen moléculas propiamente dichas. Los compuestos iónicos o covalentes no forman moléculas sino redes tridimensionales, enormes agregados de átomos o iones, con una estructura regular, simétrica y periódica.
Una vez conocida o supuesta la estructura química de una molécula es posible representarla mediante modelos como el modelo de barras y esferas o el modelo de espacio lleno.
| Molécula                   | Red atómica                | Red iónica                | Red metálica    |
| -------------------------- | -------------------------- | ------------------------- | --------------- |
|                            |                            |                           |                 |
| Ácido tioacético, CH3-COSH | Diamante, Cn               | Yoduro de cobre (I), CuI2 | Metal           |
| Enlace covalente molecular | Enlace covalente reticular | Enlace iónico             | Enlace metálico |

## Geometría de moléculas covalentes
La ordenación espacial de los átomos en una determinada molécula es aquella que permite la formación de los enlaces entre dichos átomos con la menor repulsión posible entre sus nubes electrónicas, que tienden a alejarse lo más posible unas de otras. La teoría de repulsión de pares de electrones de la capa de valencia (Teoría RPECV) da una predicción aproximada de la forma o estructura de muchas moléculas simples a partir de los pares de electrones (PE) compartidos y no compartidos de cada átomo central.
La geometría molecular de un compuesto químico puede representarse de modo aproximado mediante su fórmula estructural, usando modelos 2D y 3D. 
La configuración electrónica describe la distribución de los electrones de un átomo entre los distintos niveles y subniveles de energía así como la ocupación de los orbitales moleculares de un compuesto.

### Geometría y estructura de moléculas sencillas
La teoría RPECV da una buena aproximación de la forma y estructura de muchas moléculas, que se complementa con otras aportaciones como la teoría de la hibridación o teoría de orbitales híbridos (OH).
En la tabla inferior aparecen varias moléculas sencillas, con algunas de las formas más comunes.
| Molécula lineal                         | Molécula angular      | Molécula plana                                                     | Molécula piramidal           | Molécula tetraédrica                       |
| --------------------------------------- | --------------------- | ------------------------------------------------------------------ | ---------------------------- | ------------------------------------------ |
|                                         |                       |                                                                    |                              |                                            |
| Molécula de sulfuro de carbonilo, S=C=O | Molécula de agua, H2O | Molécula de trifluoruro de boro, BF3, mostrando modos de vibración | Molécula de tiotionilo, S2F2 | Molécula de tetrafluoruro de silicio, SiF4 |
| Dos dobles enlaces                      | 4 PE                  | 3 PE                                                               | 4 PE                         | 4 PE                                       |

Cuando aumenta el número de átomos de la molécula, aumenta la complejidad de su estructura y la dificultad de su determinación. Algunas moléculas cuyas estructuras fueron difíciles de determinar son las siguientes.
| Benceno       | Hélices α (proteínas)  | ADN                   | Hemoglobina          |
| ------------- | ---------------------- | --------------------- | -------------------- |
|               |                        |                       |                      |
| Kekulé (1865) | Pauling y Corey (1951) | Watson y Crick (1953) | Max F. Perutz (1960) |

## Determinación de la estructura
La determinación estructural en química es el proceso de determinar la estructura química de una sustancia química. Prácticamente, el resultado final de tal proceso es la obtención de las coordenadas de los átomos en la molécula, las distancias entre ellos y los ángulos entre sus enlaces. Los métodos por los que se puede determinar la estructura de una molécula son muy variados: existen diversos métodos de espectroscopia, tales como la resonancia magnética nuclear (RMN), espectroscopia infrarroja y espectroscopia Raman, microscopía electrónica, y cristalografía de rayos X (difracción de rayos X). Esta última técnica puede producir modelos 3D con resolución atómica, siempre que la sustancia está en forma de cristales, pues la difracción de rayos X necesita numerosas copias de la molécula que está siendo analizada que debe estar, por tanto, dispuesta de una manera organizada, como en el estado cristalino.
Los métodos siguientes son habituales para determinar la estructura química:
- Difracción de rayos X
- RMN de protones
- RMN de Carbono
- Espectrometría de masas
- Espectroscopía infrarroja

Los métodos siguientes son habituales para determinar la estructura electrónica:
- Resonancia paramagnética electrónica
- Voltametría cíclica
- Espectroscopía de absorción de electrones
- Espectroscopía de fotoelectrones emitidos por rayos X